# Emil Theodor Richter
Pour les articles homonymes, voir Richter.
Emil Theodor Richter, né en 1801 à Berlin et mort le 11 février 1878 à Munich, est un peintre allemand de paysage et architecte.

## Biographie

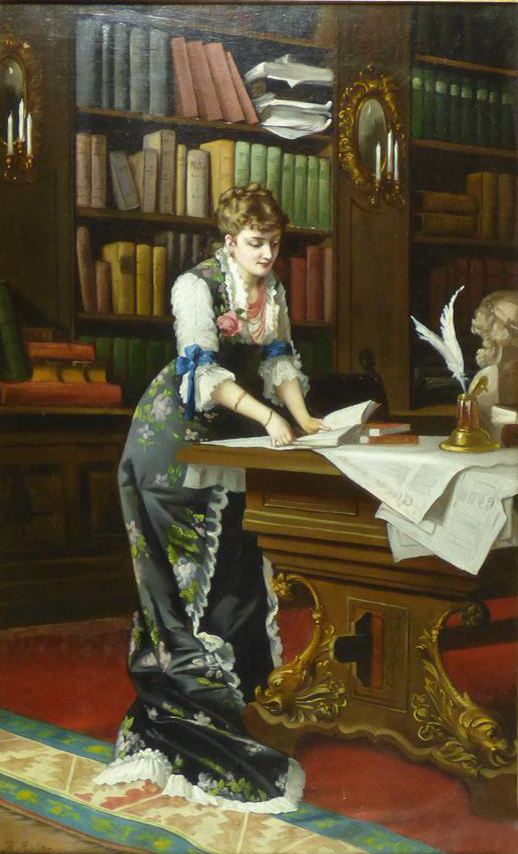
Jeune femme dans une bibliothèque, avant 1878

Emil Theodor Richter naît en 1801 à Berlin.
Il étudie la peinture à l'Académie Royale des Arts de Prusse à Berlin.
De 1835 à 1839, il effectue un voyage d'études en Italie, où il réalise de nombreuses études de paysages, notamment des régions de Naples, Pompéi et Rome. Après ces études, il réalise à son retour des paysages de grand format.
En 1840, Emil Theodor Richter s'installe à Munich, où il s'intéresse principalement au paysage bavarois, mais peint également des tableaux de genre.
Trois paysages de cet artiste se trouvent dans le château de Königsberg.
Il meurt le 11 février 1878 à Munich.